# Allan Snyder (Neurowissenschaftler)

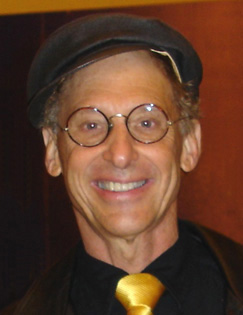

Allan Whitenack Snyder (* 1942 in Philadelphia, USA) ist ein australischer Neurowissenschaftler.
Er ist Direktor des Centre for the Mind an der University of Sydney. Unter anderem forschte er in verschiedenen Bereichen der Optik, bevor er sich den Themen Autismus und Savant-Syndrom widmete. Er war in der dreiteiligen Wissenschafts-Dokumentation Expedition ins Gehirn sowie dem Zweiteiler Die Macht des Unbewussten zu sehen.
Snyder studierte Elektroingenieurwesen an der Pennsylvania State University (BS 1963). Anschließend erwarb er Master-Abschlüsse am Massachusetts Institute of Technology (SM 1965) und an der Harvard University (MS 1967) sowie einen PhD am University College London (1969) und einen DSc an der University of London.
Sein auffälliges Markenzeichen ist eine zur Seite angezogene Baseballkappe.

## Preise und Auszeichnungen
- 2001 Marconi-Preis
- 2001 Clifford-Paterson-Preis der Royal Society
- 1997 Australien-Preis
- 1990 Fellow der Royal Society of London